# 27e Satellite Awards
De uitreiking van de 27e Satellite Awards, waarbij prijzen werden uitgereikt in verschillende categorieën voor film en televisie uit het jaar 2022, vond plaats in het Beverly Hills Hotel in Beverly Hills op 3 maart 2023.

## Film – nominaties en winnaars
De winnaars staan bovenaan in vet lettertype.

### Beste dramafilm
Top Gun: Maverick
- Avatar: The Way of Water
- Black Panther: Wakanda Forever
- The Fabelmans
- Living
- Tár
- Till
- Women Talking

### Beste komische of muzikale film
Everything Everywhere All at Once
- The Banshees of Inisherin
- Elvis
- Glass Onion: A Knives Out Mystery
- RRR
- Triangle of Sadness

### Beste geanimeerde of mixed media film
Marcel the Shell with Shoes On
- The Bad Guys
- Guillermo del Toro's Pinocchio
- Inu-Oh
- Turning Red

### Beste regisseur
James Cameron – Avatar: The Way of Water
- Joseph Kosinski – Top Gun: Maverick
- Baz Luhrmann – Elvis
- Martin McDonagh – The Banshees of Inisherin
- Sarah Polley – Women Talking
- Steven Spielberg – The Fabelmans

### Beste acteur in een dramafilm
Brendan Fraser – The Whale als Charlie
- Tom Cruise – Top Gun: Maverick als Captain Pete "Maverick" Mitchell
- Hugh Jackman – The Son als Peter Miller
- Gabriel LaBelle – The Fabelmans als Samuel "Sammy" Fabelman
- Bill Nighy – Living als Mr. Williams
- Mark Wahlberg – Father Stu als Father Stuart "Stu" Long

### Beste actrice in een dramafilm
Danielle Deadwyler – Till als Mamie Till-Mobley
- Cate Blanchett – Tár als Lydia Tár
- Jessica Chastain – The Good Nurse als Amy Loughren
- Viola Davis – The Woman King als General Nanisca
- Vicky Krieps – Corsage als Empress Elisabeth
- Michelle Williams – The Fabelmans als Mitzi Schildkraut-Fabelman

### Beste acteur in een komische of muzikale film
Austin Butler – Elvis als Elvis Presley
- Diego Calva – Babylon als Manuel "Manny" Torres
- Daniel Craig – Glass Onion: A Knives Out Mystery als Benoit Blanc
- Colin Farrell – The Banshees of Inisherin als Pádraic Súilleabháin
- Ralph Fiennes – The Menu als Chef Julian Slowik
- Adam Sandler – Hustle als Stanley Sugerman

### Beste actrice in een komisch of muzikale film
Michelle Yeoh – Everything Everywhere All at Once als Evelyn Quan Wang
- Janelle Monáe – Glass Onion: A Knives Out Mystery als Helen Brand / Cassandra "Andi" Brand
- Margot Robbie – Babylon als Nellie LaRoy
- Emma Thompson – Good Luck to You, Leo Grande als Nancy Stokes / Susan Robinson

### Beste acteur in een bijrol
Ke Huy Quan – Everything Everywhere All at Once als Waymond Wang
- Paul Dano – The Fabelmans als Burt Fabelman
- Brendan Gleeson – The Banshees of Inisherin als Colm Doherty
- Eddie Redmayne – The Good Nurse als Charlie Cullen
- Jeremy Strong – Armageddon Time als Irving Graff
- Ben Whishaw – Women Talking als August Epp

### Beste actrice in een bijrol
Claire Foy – Women Talking als Salome
- Angela Bassett – Black Panther: Wakanda Forever als Queen Ramonda
- Kerry Condon – The Banshees of Inisherin als Siobhán Súilleabháin
- Jamie Lee Curtis – Everything Everywhere All at Once als Deirdre Beaubeirdre
- Dolly de Leon – Triangle of Sadness als Abigail
- Jean Smart – Babylon als Elinor St. John

### Beste origineel script
Women Talking – Sarah Polley
- Glass Onion: A Knives Out Mystery – Rian Johnson
- Living – Kazuo Ishiguro
- She Said – Rebecca Lenkiewicz
- Top Gun: Maverick – Peter Craig, Ehren Kruger, Justin Marks, Christopher McQuarrie en Eric Warren Singer
- The Whale – Samuel D. Hunter

### Beste bewerkt script
The Banshees of Inisherin – Martin McDonagh
- Close – Lukas Dhont en Angelo Tijssens
- Everything Everywhere All at Once – Daniel Kwan en Daniel Scheinert
- The Fabelmans – Tony Kushner en Steven Spielberg
- Tár – Todd Field
- Triangle of Sadness – Ruben Östlund

### Beste documentaire
Fire of Love
- All That Breathes
- All the Beauty and the Bloodshed
- Descendant
- Good Night Oppy
- Moonage Daydream
- The Return of Tanya Tucker: Featuring Brandi Carlile
- The Territory
- Young Plato

### Beste niet-Engelstalige film
Argentina, 1985 – 
- Bardo –
- Close –
- Corsage –
- Decision to Leave –
- Holy Spider –
- The Quiet Girl –
- Krigsseileren (War Sailor) –

### Beste cinematografie
Top Gun: Maverick – Claudio Miranda
- Avatar: The Way of Water – Russell Carpenter
- Babylon – Linus Sandgren
- The Banshees of Inisherin – Ben Davis
- Elvis – Mandy Walker
- Empire of Light – Roger Deakins

### Beste montage
Everything Everywhere All at Once – Paul Rogers
- Elvis – Jonathan Redmond en Matt Villa
- The Fabelmans – Sarah Broshar en Michael Kahn
- Tár – Monika Willi
- Top Gun: Maverick – Eddie Hamilton
- The Woman King – Terilyn A. Shropshire

### Beste kostuums
Babylon – Mary Zophres
- Black Panther: Wakanda Forever – Ruth E. Carter
- Elvis – Catherine Martin
- Empire of Light – Alexandra Byrne
- Living – Sandy Powell
- The Woman King – Gersha Phillips

### Beste productieontwerp
Babylon – Florencia Martin en Anthony Carlino
- Avatar: The Way of Water – Dylan Cole en Ben Procter
- Elvis – Catherine Martin en Karen Murphy
- The Fabelmans – Rick Carter
- A Love Song – Juliana Barreto Barreto
- RRR – Sabu Cyril

### Beste soundtrack
Babylon – Justin Hurwitz
- The Banshees of Inisherin – Carter Burwell
- The Fabelmans – John Williams
- Top Gun: Maverick – Lorne Balfe, Harold Faltermeyer, Lady Gaga en Hans Zimmer
- The Woman King – Terence Blanchard
- Women Talking – Hildur Guðnadóttir

### Beste filmsong
"Hold My Hand" van Top Gun: Maverick – Lady Gaga
- "Applause" van Tell It Like a Woman – Diane Warren
- "Carolina" van Where the Crawdads Sing – Taylor Swift
- "Lift Me Up" van Black Panther: Wakanda Forever – Rihanna
- "Naatu Naatu" van RRR – Kaala Bhairava, M. M. Keeravani en Rahul Sipligunj
- "Vegas" van Elvis – Doja Cat

### Beste geluid
Top Gun: Maverick – James H. Mather, Al Nelson, Bjorn Schroeder en Mark Weingarten
- Avatar: The Way of Water – Dick Bernstein, Christopher Boyes, Michael Hedges, Julian Howarth, Gary Summers en Gwendolyn Yates Whittle
- Babylon – Ai-Ling Lee, Mildred Iatrou Morgan, Steve Morrow en Andy Nelson
- Elvis – Michael Keller, David Lee, Andy Nelson en Wayne Pashley
- RRR – Boloy Kumar Doloi, Rahul Karpe en Raghunath Kemisetty
- The Woman King – Tony Lamberti, Derek Mansvelt, Kevin O'Connell en Becky Sullivan

### Beste visuele effecten
Avatar: The Way of Water – Richard Baneham, Daniel Barrett, Joe Letteri en Eric Saindon
- Babylon – Jay Cooper, Ebrahim Jahromi, Kevin Martel en Elia Popov
- The Batman – Russell Earl, Anders Langlands, Dan Lemmon en Dominic Tuohy
- Good Night Oppy – Ivan Busquets, Marko Chulev, Abishek Nair en Steven Nichols
- RRR – V. Srinivas Mohan
- Top Gun: Maverick – Scott R. Fisher, Seth Hill, Bryan Litson en Ryan Tudhope

## Films met meerdere nominaties
De volgende films ontvingen meerdere nominaties:
| Nominaties | Film                              | Awards |
| ---------- | --------------------------------- | ------ |
| 10         | Top Gun: Maverick                 | 5      |
| 9          | Babylon                           | 3      |
| 9          | Elvis                             | 1      |
| 9          | The Fabelmans                     |        |
| 8          | The Banshees of Inisherin         | 1      |
| 6          | Avatar: The Way of Water          | 2      |
| 6          | Everything Everywhere All at Once | 4      |
| 6          | Women Talking                     | 2      |
| 5          | RRR                               |        |
| 5          | The Woman King                    |        |
| 4          | Black Panther: Wakanda Forever    |        |
| 4          | Glass Onion: A Knives Out Mystery |        |
| 4          | Living                            |        |
| 4          | Tár                               |        |
| 3          | Triangle of Sadness               |        |
| 2          | Close                             |        |
| 2          | Corsage                           |        |
| 2          | Empire of Light                   |        |
| 2          | Good Night Oppy                   |        |
| 2          | The Good Nurse                    |        |
| 2          | Till                              | 1      |
| 2          | The Whale                         | 1      |

## Televisie – nominaties en winnaars
De winnaars staan bovenaan in vet lettertype.

### Beste dramaserie
Billions (Showtime)
- 1883 (Paramount+)
- The Bear (FX on Hulu)
- Better Call Saul (AMC)
- Gentleman Jack (HBO)
- Heartstopper (Netflix)
- Julia (HBO)
- Yellowjackets (Showtime)

### Beste komische of muzikale serie
Barry (HBO)
- Atlanta (FX)
- Hacks (HBO Max)
- Minx (HBO Max)
- Only Murders in the Building (Hulu)
- Pivoting (Fox)

### Beste genre-serie
The Boys (Prime Video)
- From (eᴘix)
- The Man Who Fell to Earth (Showtime)
- Outlander (Starz)
- Severance (Apple TV+)
- Stranger Things (Netflix)

### Beste miniserie
Under the Banner of Heaven (FX on Hulu)
- Dahmer – Monster: The Jeffrey Dahmer Story (Netflix)
- The Ipcress File (AMC+)
- The Old Man (FX)
- Pachinko (Apple TV+)
- The Staircase (HBO Max)
- This Is Going To Hurt (AMC+)
- We Own This City (HBO)

### Beste televisiefilm
Weird: The Al Yankovic Story (The Roku Channel)
- Fresh (Hulu)
- Operation Mincemeat (Netflix)
- Rescued by Ruby (Netflix)
- The Survivor (HBO)

### Beste acteur in een genre of dramaserie
Bob Odenkirk – Better Call Saul als Jimmy McGill / Saul Goodman / Gene Takavic (AMC)
- Shaun Evans – Endeavour als Endeavour Morse (PBS)
- John C. Reilly – Winning Time: The Rise of the Lakers Dynasty als Jerry Buss (HBO)
- Adam Scott – Severance als Mark Scout (Apple TV+)
- J.K. Simmons – Night Sky als Franklin York (Prime Video)
- Jeremy Allen White – The Bear als Carmen "Carmy" Berzatto (FX on Hulu)

### Beste actrice in een genre of dramaserie
Elisabeth Moss – The Handmaid's Tale als June Osborne (Hulu)
- Carrie Coon – The Gilded Age als Bertha Russell (HBO)
- Laura Linney – Ozark als Wendy Byrde (Netflix)
- Rhea Seehorn – Better Call Saul als Kim Wexler (AMC)
- Sissy Spacek – Night Sky als Irene York (Prime Video)
- Zendaya – Euphoria als Rue Bennett (HBO)

### Beste acteur in een komische of muzikale serie
Bill Hader – Barry als Barry Berkman / Barry Block (HBO)
- Donald Glover – Atlanta als Earnest "Earn" Marks (FX)
- Danny McBride – The Righteous Gemstones als Jesse Gemstone (HBO)
- Craig Robinson – Killing It als Craig Foster (Peacock)
- Martin Short – Only Murders in the Building als Oliver Putnam (Hulu)
- Alan Tudyk – Resident Alien als Harry Vanderspeigle (Syfy)

### Beste actrice in een komische of muzikale serie
Selena Gomez – Only Murders in the Building als Mabel Mora (Hulu)
- Quinta Brunson – Abbott Elementary als Janine Teagues (ABC)
- Kaley Cuoco – The Flight Attendant als Cassandra "Cassie" Bowden (HBO Max)
- Ophelia Lovibond – Minx als Joyce Prigger (HBO Max)
- Edi Patterson – The Righteous Gemstones als Judy Gemstone (HBO)
- Jean Smart – Hacks als Deborah Vance (HBO Max)

### Beste acteur in een televisiefilm of miniserie
Evan Peters – Dahmer – Monster: The Jeffrey Dahmer Story als Jeffrey Dahmer (Netflix)
- Jon Bernthal – We Own This City als Sergeant Wayne Jenkins (HBO)
- Jeff Bridges – The Old Man als Dan Chase / Henry Dixon / Johnny Kohler (FX)
- Andrew Garfield – Under the Banner of Heaven als Detective Jeb Pyre (FX on Hulu)
- Jared Leto – WeCrashed als Adam Neumann (Apple TV+)
- Sean Penn – Gaslit als John N. Mitchell (Starz)

### Beste actrice in een televisiefilm of miniserie
Lily James – Pam & Tommy ais Pamela Anderson (Hulu)
- Jessica Biel – Candy als Candy Montgomery (Hulu)
- Toni Collette – The Staircase als Kathleen Peterson (HBO Max)
- Elle Fanning – The Girl from Plainville als Michelle Carter (Hulu)
- Julia Roberts – Gaslit als Martha Mitchell (Starz)
- Renée Zellweger – The Thing About Pam als Pam Hupp (NBC)

### Beste acteur in een bijrol in een serie, miniserie of televisiefilm
John Lithgow – The Old Man als Harold Harper (FX)
- Giancarlo Esposito – Better Call Saul als Gus Fring (AMC)
- Walton Goggins – The Righteous Gemstones als Baby Billy Freeman (HBO)
- Richard Jenkins – Dahmer – Monster: The Jeffrey Dahmer Story als Lionel Dahmer (Netflix)
- Shea Whigham – Gaslit als G. Gordon Liddy (Starz)
- Sam Worthington – Under the Banner of Heaven als Ron Lafferty (FX on Hulu)

### Beste actrice in een bijrol in een serie, miniserie of televisiefilm
Juno Temple – The Offer als Bettye McCartt (Paramount+)
- Sally Field – Winning Time: The Rise of the Lakers Dynasty als Jessie Buss (HBO)
- Cassidy Freeman – The Righteous Gemstones als Amber Gemstone (HBO)
- Melanie Lynskey – Candy als Betty Gore (Hulu)
- Cynthia Nixon – The Gilded Age als Ada Brook (HBO)
- Evan Rachel Wood – Weird: The Al Yankovic Story als Madonna (The Roku Channel)

## Series met meerdere nominaties
De volgende series ontvingen meerdere nominaties:
| Nominaties | Televisieprogramma                           | Awards |
| ---------- | -------------------------------------------- | ------ |
| 4          | Better Call Saul                             | 1      |
| 4          | The Righteous Gemstones                      |        |
| 3          | Dahmer – Monster: The Jeffrey Dahmer Story   | 1      |
| 3          | Gaslit                                       |        |
| 3          | The Old Man                                  | 1      |
| 3          | Only Murders in the Building                 | 1      |
| 3          | Under the Banner of Heaven                   | 1      |
| 2          | Atlanta                                      |        |
| 2          | Barry                                        | 2      |
| 2          | The Bear                                     |        |
| 2          | Candy                                        |        |
| 2          | The Gilded Age                               |        |
| 2          | Hacks                                        |        |
| 2          | Minx                                         |        |
| 2          | Night Sky                                    |        |
| 2          | Severance                                    |        |
| 2          | The Staircase                                |        |
| 2          | We Own This City                             |        |
| 2          | Weird: The Al Yankovic Story                 | 1      |
| 2          | Winning Time: The Rise of the Lakers Dynasty |        |

## Special achievement awards
- Auteur Award (for singular vision and unique artistic control over the elements of production) – Martin McDonagh
- Honorary Satellite Award – RRR
- Humanitarian Award (for making a difference in the lives of those in the artistic community and beyond) – Joe Mantegna
- Mary Pickford Award (for outstanding artistic contribution to the entertainment industry) – Diane Warren
- Nikola Tesla Award (for visionary achievement in filmmaking technology) – Ryan Tudhope
- Breakthrough Performance Award – Bhavin Rabari (Last Film Show)
- Stunt Performance Award – Casey O'Neill (Top Gun: Maverick)
- Ensemble: Motion Picture – Glass Onion: A Knives Out Mystery
- Ensemble: Television – Winning Time: The Rise of the Lakers Dynasty